# Mike Enzi

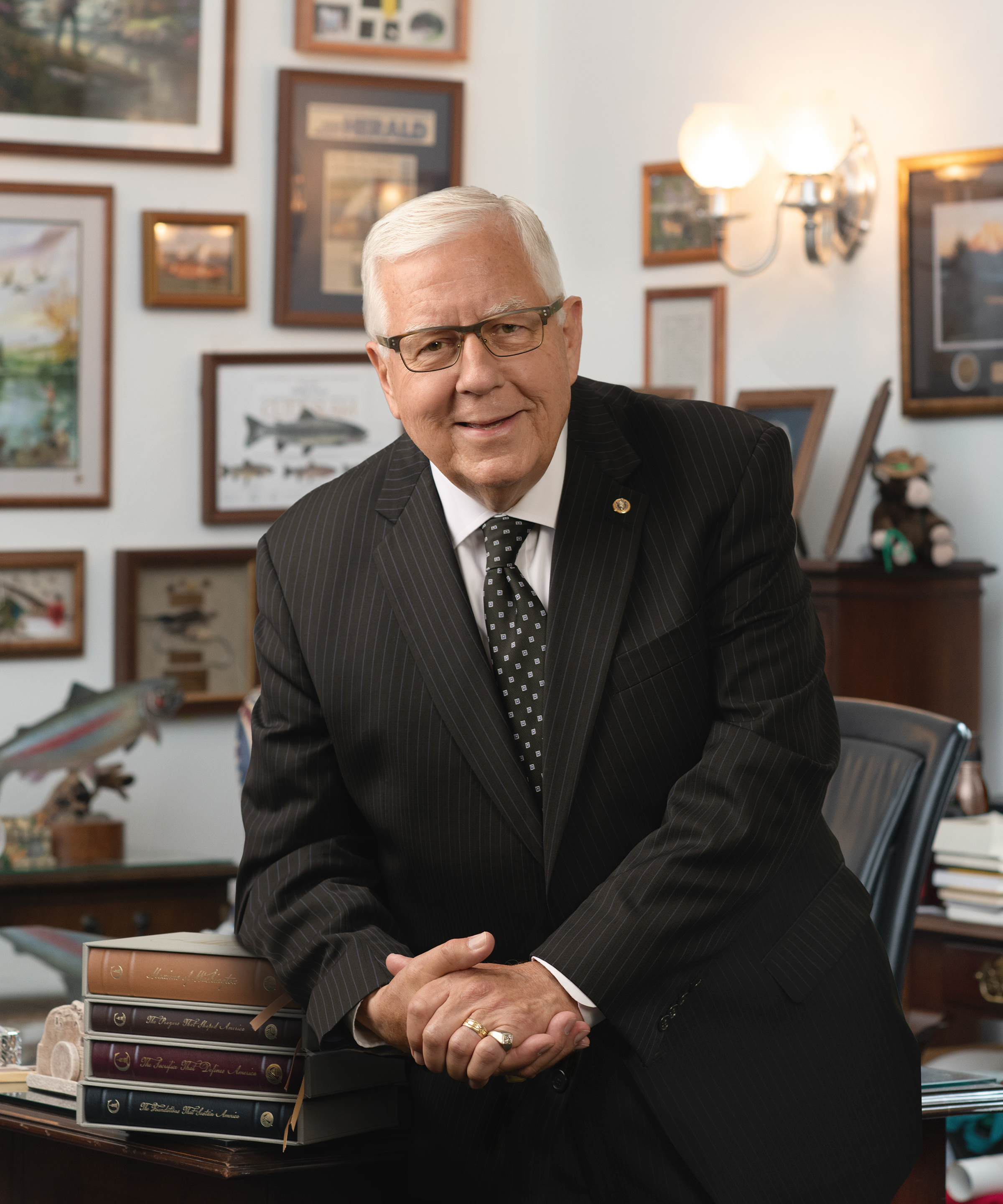
Mike Enzi (2018)

Michael Bradley „Mike“ Enzi (* 1. Februar 1944 in Bremerton, Washington; † 26. Juli 2021 in Loveland, Colorado) war ein US-amerikanischer Politiker (Republikanische Partei). Von 1997 bis 2021 vertrat er den Bundesstaat Wyoming im Senat der Vereinigten Staaten. Er war Ausschussvorsitzender des Committee on Health, Education, Labor, and Pensions und des Haushaltsausschusses.
Mike Enzi ging in Thermopolis und Sheridan auf die Schule. Er graduierte 1966 von der George Washington University und 1968 mit einem Abschluss als M.B.A. von der University of Denver. Danach begann er eine Karriere als Geschäftsmann; er besaß eine Kette von Schuhgeschäften.
Der vormalige Bürgermeister von Gillette (1975–1982) saß von 1987 bis 1991 im Repräsentantenhaus von Wyoming und von 1991 bis 1996 im Staatssenat, bevor er 1996 Alan K. Simpson als US-Senator nachfolgte. 2002 wurde er mit einem Stimmenanteil von 73 % bestätigt, sechs Jahre später gewann er mit 75,6 % der Stimmen noch deutlicher gegen den Demokraten Chris Rothfuss. Enzi setzte sich seit seinem Amtsantritt, wenn auch erfolglos, dafür ein, dass Senatoren Laptops im Plenum benutzen können.
Bei den Senatswahlen 2020 verzichtete Enzi auf eine erneute Kandidatur. Er schied damit am 3. Januar 2021 aus dem US-Senat aus.
Enzi galt als konservativ. In einer Erhebung über das Abstimmungsverhalten der Senatoren im Jahr 2010 durch das Politikmagazin National Journal belegte er aus konservativer Sicht den elften Platz.
Enzi verunglückte am 23. Juli 2021 nahe seinem Wohnort Gillette, Wyoming, mit dem Fahrrad schwer und wurde in das UCHealth Medical Center in Loveland, Colorado eingeliefert, wo er drei Tage später seinen Verletzungen erlag.